# Сонячна активність

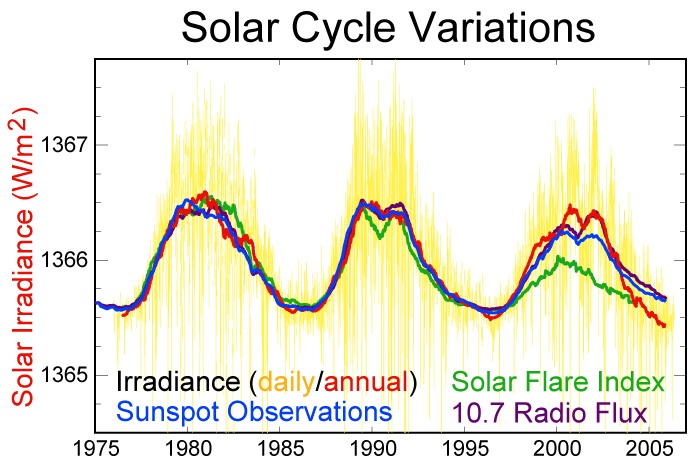
Останні 30 років сонячної активності

Со́нячна акти́вність — термін, що характеризує поточну сонячну радіацію, її спектральний розподіл, супутні електромагнітні явища та зміни в часі характеристик Сонця. Сонячна активність визначається сукупністю фізичних змін, які відбуваються на Сонці. Зовнішні прояви сонячної активності — сонячні плями, факели, флокули, протуберанці тощо. Впливає на зміну погоди та клімату.
Розрізняють періодичні компоненти цих змін, основним з яких є 11-річний сонячний цикл, і аперіодичні зміни.
Зміни світності Сонця за період його спостереження і космічних польотів перебувають у межах точності приладів. Невелика частина ультрафіолетового діапазону змінюється в межах декількох відсотків. Загальна світність Сонця протягом 11-річних циклів активності змінюється на 0,1% або на 1,3 Вт/м². Повна кількість сонячної радіації, яка надходить до верхньої межі земної атмосфери, становить у середньому 1 366 Вт/м².
Оцінки змін сонячної активності на основі чутливих до клімату радіоізотопних маркерів (проксі) дають різні результати — з одного боку є свідчення дуже незначних змін (~0,1%) протягом останніх 2 000 років, інші дослідження вказують на збільшення світності на ~0,2% з початку 17-го ст.
На клімат впливає також вулканічна активність, як, наприклад, у випадку мінімуму Маундера. Крім змін яскравості Сонця, м'якше на клімат впливає сонячний вітер у земній магнітосфері та зміни в ультрафіолетовій частині спектру Сонця. Але ці питання станом на 2009 рік ще слабко опрацьовані.

## Історія вивчення сонячної активності

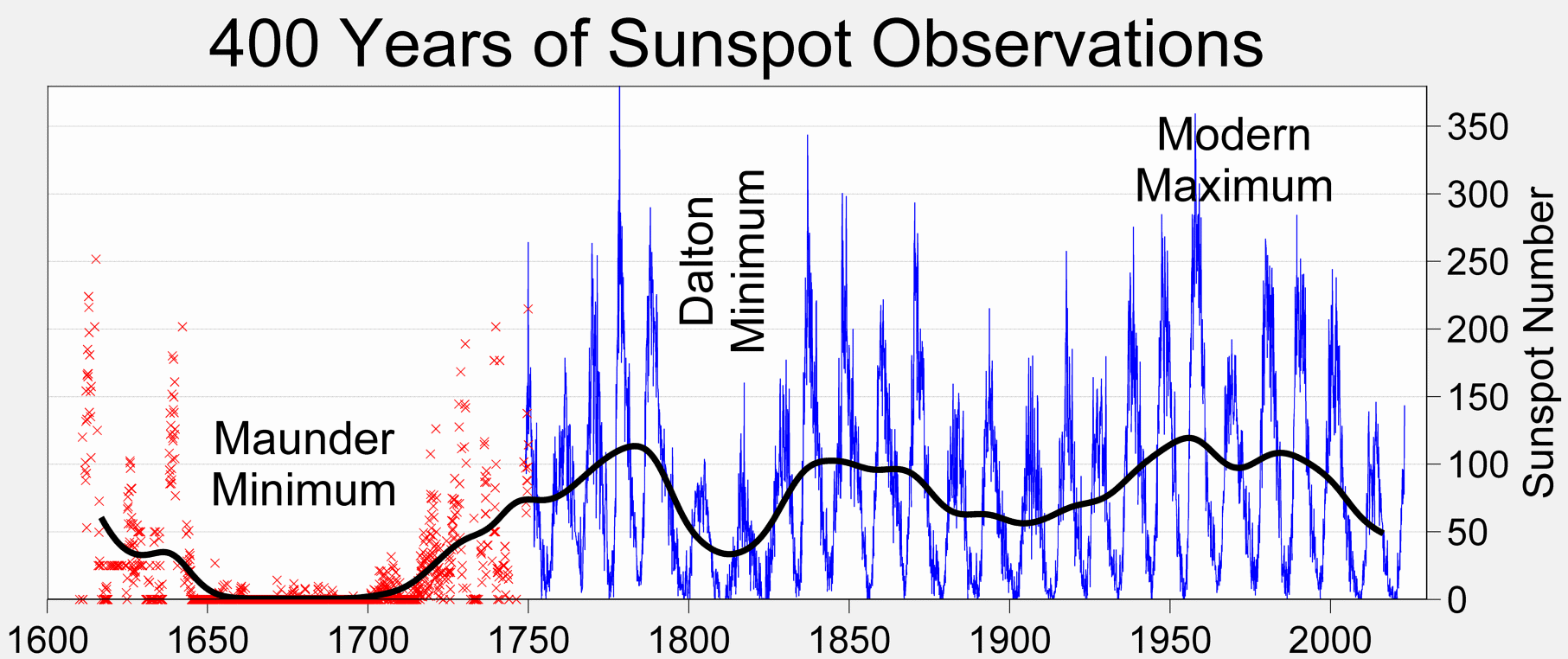
400 літня історія числа сонячних плям.

Найбільш вивчений вид сонячної активності - зміна числа сонячних плям. Перші повідомлення про їх спостереження датуються 800 р. до н.е. в Китаї, перші малюнки -1128 р. З 1610 року астрономи почали застосовувати телескопи для спостереженням за сонячними плямами, однак фізична природа плям залишалася незрозумілою до ХХ ст.  У XV і XVI ст. спостерігалася низька сонячна активність - Мінімум Маундера. 1845 року професори Д.Генри і С.Александер з Принстонського університету спостерігали Сонце за допомогою термометра і виявили, що плями випромінюють менше порівняно з іншими ділянками сонячної поверхні. Пізніше було виявлено, що більше випромінювання мають сонячні факели.
Зв'язок сонячної активності та клімату Землі досліджується з 1900 р. Ч.Г.Аббот із Смітсоніанської астрофізичної обсерваторії (САО) вивчав активність Сонця і заснував сонячну обсерватарію в Калама (Чилі). Дослідження проводилися і в Маунт-Вільсон. Результат цієї роботи - виділення 27 гармонічних періодів сонячної активності в межах циклу Хейла, зокрема цикли з періодом 7, 13 і 39 місяців. Також простежувався зв'язок цих періодів з погодою шляхом складання сонячних трендів з температурою і рівнем осадів у містах. З виділенням науки дендрохронології почали відшукувати зв'язок сонячної активності та швидкості росту дерев. Статистичні дослідження зв'язку сонячної активності та погоди і клімату були популярними з 1801, коли В.Гершель помітив зв'язок між сонячними плямами і цінами на пшеницю.
Сьогодні цей зв'язок досліджують за допомогою штучних супутників Землі і сучасної досконалої астрономічної апаратури.

## Сонячна активність

### Сонячні плями

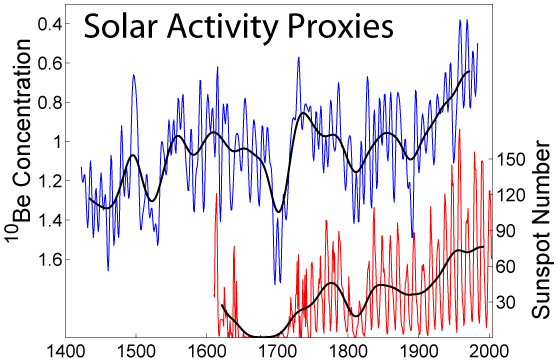
Графік сонячної активності, числа плям і космогенне утворення ізотопів.

Дані про сонячну активність за останні 11 400 років.

Сонячна активність, відображена у радіоізотопному маркері вуглецю (поточний час ліворуч).

Сонячні плями — це порівняно темні області на фотосфері Сонця, в яких інтенсивне магнітне поле пригнічує конвекцію плазми і знижує її температуру на 2000 K. Факели дещо яскравіші ділянки, що формуються навколо груп плям, і, таким чином, забезпечують вихід енергії, заблокований на сусідніх темних ділянках. Зв'язок світності Сонця з кількістю плям був предметом суперечок починаючи з перших їх спостережень у XVII ст. Наразі відомо, що цей зв'язок існує — плями, як правило, зменшують світність Сонця (приблизно до 0,3%), хоча водночас  світність збільшується (до 0,05%) внаслідок утворення флокул та яскравої сітки, пов'язаної з магнітним полем. Вплив на сонячну світність магнітно-активних ділянок підтвердили лише перші штучні супутники Землі в 1980-х роках. Орбітальні обсерваторії «Німбус 7» (запущено 25 жовтня 1978) та «Сонячний максимум» (запущено 14 лютого 1980) визначили, що завдяки яскравим ділянкам навколо плям яскравість Сонця збільшується. Згідно з даними сонячної обсерваторії «SOHO», зміна сонячної активності відповідає невеликій зміні діаметра Сонця (~0,001%).
Кількість сонячних плям характеризується числом Вольфа протягом 300 років, які відомі також як числа Цюриха. Цей індекс відображає кількість плям і груп плям на Сонці. Використовуючи наявні методики в 2003 році було встановлено, що починаючи з 1940-х років кількість плям на Сонці максимальна за останні 1 150 років. Числа Вольфа за останні 11 400 років визначають шляхом використання дендрохронологічного датування концентрацій радіовуглецю. Згідно з цими дослідженнями рівень сонячної активності за останні 70 років унікально великий, схожий рівень був лише 8 000 років тому. Схожий рівень активності магнітного поля Сонце мало лише ~10% часу за останні 11 400 років, до того ж майже всі попередні періоди були коротшими у порівнянні з сучасним.
| Назва періоду           | Початок | Завершення |
| ----------------------- | ------- | ---------- |
| Мінімум Оорта           | 1040    | 1080       |
| Середньовічний максимум | 1100    | 1250       |
| Мінімум Вольфа          | 1280    | 1350       |
| Мінімум Шперера         | 1450    | 1550       |
| Мінімум Маундера        | 1645    | 1715       |
| Мінімум Дальтона        | 1790    | 1820       |
| Сучасний максимум       | 1950    | 2004       |
| Сучасний Мінімум        | 2004    | (Зараз)    |

Історичний список Великих Мінімумів сонячної активності: 690 рік н. е. та роки до н. е. 360, 770, 1390, 2860, 3340, 3500, 3630, 3940, 4230, 4330, 5260, 5460, 5620, 5710, 5990, 6220, 6400, 7040, 7310, 7520, 8220, 9170.

### Сонячні цикли
Сонячними циклами називають періодичні зміни сонячної активності. Передбачається наявність великої кількості циклів з періодами у 11, 22, 87, 210, 2 300 і 6 000 років, але на 2009 рік із спостережень достовірно підтверджено існування тільки 11 та 22 річних циклів. Основні цикли тривалістю 11, 22 и 2 300 років носять відповідно назви циклів Шваба, Хейла і Холлстатта.

## Вплив фізичних параметрів Сонця
Існують гіпотези про вплив змін фізичних параметрів на клімат Землі і на загальну інсоляцію. Деякі варіації, такі як зміна діаметра Сонця, зараз становлять цікавість лише для астрономії.

### Зміна повної яскравості Сонця
- Загальний спектр випромінювання Сонця дещо змінюється на 10-річному та триваліших інтервалах часу.
- Помічено зміни повної яскравості Сонця в останніх циклах СА в межах 0,1%[2].
- Зміни, які відповідають сонячним циклам тривалістю 9–13, 18–25 і >100 років впливають на температуру суші та океанів.
- Після мінімуму Маундера протягом 300 років спостерігалося збільшення світності Сонця від 0,1 до 0,6%, при цьому кліматичні моделі часто враховують значення 0,25%[24].
- Реконструкції яскравості на основі даних «ACRIM» показують тренд 0,04% на десять років, який свідчить про збільшення світності Сонця між мінімумами протягом періоду спостережень[25]. Також можна спостерігати помітний зв'язок сонячної та геомагнітної активності[26][27].

### Зміна яскравості в ультрафіолетовому діапазоні
- Світність в ультрафіолетовому діапазоні — із довжиною хвилі 200-300 нм — змінюється на 1,5% від сонячного мінімуму до максимуму[28].
- Зміна енергії у УФ-діапазоні відіграють важливу роль у зміні кількості атмосферного озону оскільки:
  - висота, що відповідає тиску атмосфери 30 гПа, змінювалася протягом останніх чотирьох циклів СА.
  - збільшення УФ-світності призводить до утворення більшої кількості озону, до збільшення температури стратосфери і зсуває циркуляцію тропосферних та стратосферних повітряних систем у напрямку до полюсів Землі.

## Ефекти сонячних варіацій
Взаємодія частинок сонячного вітру, магнітного поля Сонця і магнітного поля Землі призводить до змін потоку заряджених частинок і електромагнітних полів навколо планети. Екстремальні сонячні явища можуть порушувати нормальну роботу електроприладів, штучних супутників Землі. Послаблення активності Сонця вважається причиною збільшення міжзоряного космічного випромінювання, яке досягає Землі і може слугувати причиною утворення хмарності[джерело?], яка збільшує альбедо планети, охолоджуючи клімат.

### Геомагнітні ефекти

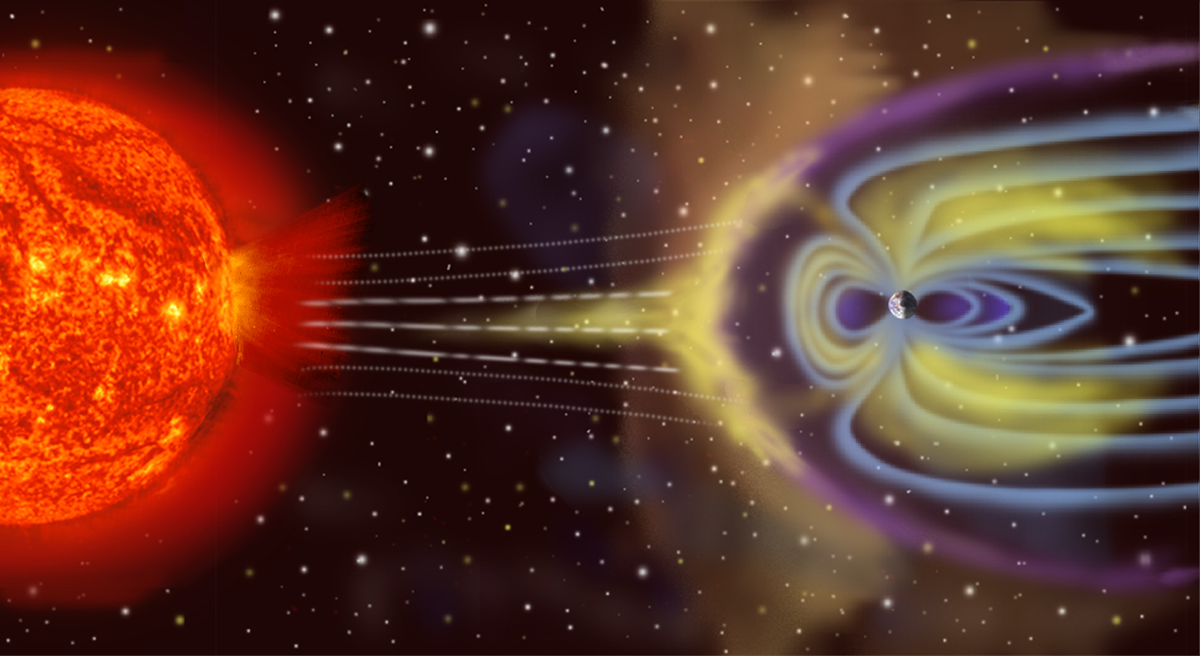
Взаємодія сонячних частинок із земною магнітосферою.

Земні полярні сяйва є видимим результатом взаємодії сонячного вітру, сонячної і земної магнітосфер та атмосфери.
Екстремальні явища, пов'язані з СА, приводять до значних збурень магнітного поля Землі, що є причиною геомагнітніх буревіїв. 1859 року зафіксований найсильніщий з геомагнітніх буревіїв за весь час спостережень. Буревій 1859 року викликав пошкодження телефонного зв'язку в країнах Європи та в Сполучених Штатах.

### Вплив сонячних протонів
Сонячні протони високих енергій можуть досягнути Землі менше, ніж за 30 хв. після сонячного спалаху. Під час таких «бомбардувань сонячними протонами» Земля буквально "поливається" зарядженими частинками високих енергій, в основному протонами, які вивільнилися в зоні сонячного спалаху. Деякі з цих частинок досягають верхніх шарів атмосфери, де вони створюють додаткову йонізацію і можуть викликати суттєве збільшення радіоактивного рівня.

### Утворення радіовуглецю
Утворення 14C пов'язано з сонячною активністю. Радіовуглець утворюється опроміненням атмосферного ізотопу азоту 14N космічними променями, внаслідок чого відбувається β-розпад і утворюється важкий ізотоп вуглецю. Збільшення СА призводить до зменшення швидкості утворення радіовуглецю внаслідок часткового екранування галактичного випромінювання. За зміною кількості ізотопу 14C, який ввійшов до складу органічних сполук під час росту багаторічних рослин (річні кільця дерев), визначають швидкість утворення цього ізотопу в атмосфері. На основі аналізу даних за останні 10 000 років визначено, що утворення 14C було максимальним під час голоцену 7 000 років тому і зменшувалось аж до часу  1 000 років тому. Крім зміни СА, довготривалі тренди 14C пов'язані зі зміною геомагнітного поля і зі зміною циркуляції вуглецю в біосфері, наприклад, під час льодовикового періоду.

## Глобальне потепління

Кореляція CO_{2}, температурних аномалій і кількості сонячних плям, починаючи з 1850 року

На 2009 рік у науковій спільноті існує консенсус, що зміни сонячної активності не є вирішальними у сучасній зміні клімату. Міжурядова група експертів по зміні клімату у своєму 3-у звіті (англ. IPCC Third Assessment Report) стверджує, що зміни сонячної активності менше впливають на клімат Землі, ніж парникові гази у атмосфері.

### Теорія змін на Сонці
Існує думка, що до настання індустріальної ери основною найвірогіднішою причиною зміни клімату на Землі була зміна сонячної активності. Останні дослідження також вказують на вплив сонячної активності на сучасне глобальне потепління.
У вересні 2014 завідувач сектором космічних досліджень Сонця Х.Абдусаматов прокоментуаав дані спостережень, що проводилися в Головній (Пулковській) астрономічній обсерваторії РАН. Глобальне потепління, яке спостерігалось в XX ст., відбувалося і на Марсі, і на інших планетах Сонячної системи. Квазідвостолітня зміна потужності випромінювання Сонця призводить до зміни клімату всієї Сонячної системи. Х.Абдусаматов особливо підкреслює, що протягом останніх 17 років, з 1997 р, рівень вуглекислого газу в атмосфері зростає в тому ж темпі, що і раніше. У той же час відбувається стабілізація температур. Потужність випромінювання Сонця послідовно зменшується з 1990 р і до сих пір продовжує прискорено зменшуватися. З 1990 року Сонце  не гріє Землю як раніше. Настає "сонячна осінь", яка триватиме умовно до 2060 р потім у Сонячній системі настане "сонячна зима". А на початку XXII в. настане "сонячна весна"[значущість факту?].